# Banyoles
Banyoles település Spanyolországban, Girona tartományban. Banyoles Fontcoberta, Cornellà del Terri és Porqueres községekkel határos. Lakosainak száma 20 599 fő (2024).

## Népesség
A település népessége az elmúlt években az alábbi módon változott:
| Lakosok száma | 845  | 5021 | 6651 | 8075 | 12 943 | 16 423 | 18 327 | 19 343 | 19 826 | 20 599 |
|               | 1717 | 1887 | 1936 | 1960 | 1986   | 2004   | 2009   | 2014   | 2019   | 2024   |